# المعزوب (ذي ناعم)

تعديل مصدري - تعديل

حارة المعزوب هي إحدى حارات مدينة المنقطع أحد مدن محافظة البيضاء، بلغ تعداد سكانها 527 نسمة حسب تعداد اليمن لعام 2004.